# Pachymatisma monaena
Pachymatisma monaena är en svampdjursart som beskrevs av Lendenfeld 1907. Pachymatisma monaena ingår i släktet Pachymatisma och familjen Geodiidae. Inga underarter finns listade i Catalogue of Life.